# グリメピリド
グリメピリド（Glimepiride）は、スルホニルウレア(SU)系の経口血糖降下薬の一つ。クロルプロパミドなどの腎排泄型の第1世代やグリクラジドなどの胆汁排泄型の第2世代との対比から、第3世代のSU薬とも呼ばれる。商品名アマリール。

## 効能・効果
2型糖尿病。ただし、食事療法・運動療法のみで十分な効果が得られない場合に限る。と但し書されている。膵臓のランゲルハンス島β細胞に働き掛けてインスリン分泌を増加させる。この機序のため、β細胞が機能しない1型糖尿病には効果がない。

## 作用機序
グリメピリドは膵臓のランゲルハンス島β細胞の細胞膜に発現しているATP依存性K+チャネル（KATPチャネル）に結合する。カリウムチャネルが閉じた結果、膜の脱分極を起こし、膜電位がより＋になり、電位依存性Ca2+チャネルが開いてCa2+が細胞内に流入する。細胞内カルシウム濃度の上昇により細胞膜でインスリン顆粒の融合が進行し、（プロ）インスリンが放出される。
SU剤がβ細胞のグルコース感受性を改善し、肝臓での糖新生を低下させ、脂肪組織での脂肪分解と脂肪酸放出を減少させ、肝臓でのインスリン分解を抑制するというエビデンスがある。
KATPチャネルは内向き整流カリウムイオンチャネル Kir6.2×4とスルホニルウレア受容体SUR1×4からなる八量体構造をしている（Kir6.24/SUR14）。

### 二次無効
SU剤が投与開始直後から奏効しないことを一次無効、投与を継続していると徐々に効果が失われていくことを二次無効という。
二次無効の原因として、
- コントロール不良による膵β細胞の破壊進行
- SU剤へのKATPチャネルの感受性低下

などがある。SU剤は膵臓に負担を掛けるとされるので、膵β細胞の破壊が考えられたら他剤の使用を考慮すべきである。

## 禁忌
下記の患者には禁忌となっている。
- 重症ケトーシス、糖尿病性昏睡または前昏睡、インスリン依存型糖尿病（若年型糖尿病、ブリットル型糖尿病など）の患者
- 重篤な肝または腎機能障害のある患者
- 重症感染症、手術前後、重篤な外傷のある患者
- 下痢、嘔吐などの胃腸障害のある患者
- 妊婦または妊娠している可能性のある婦人
- 本剤の成分またはスルホンアミド系薬剤に対し過敏症の既往歴のある患者

## 副作用
添付文書に記載されている重大な副作用は、低血糖、汎血球減少、無顆粒球症、溶血性貧血、血小板減少、肝機能障害、黄疸である。
特に低血糖は昏睡に至り遷延化することがあり、脳に不可逆的変化をもたらすこともある。
他にも5%未満に発現する副作用として、白血球減少、貧血、AST上昇、ALT上昇、Al-P上昇、LDH上昇、γ-GTP上昇、BUN上昇、嘔気、嘔吐、心窩部痛、下痢、発疹、眩暈、血清カリウム上昇・ナトリウム低下などの電解質異常、倦怠感が、0.1%未満に発現するものに、便秘、腹部膨満感、腹痛、瘙痒感、頭痛、CK(CPK)上昇、浮腫、脱毛、一過性視力障害が、頻度不明のものに光線過敏症、味覚異常がある。

## 妊婦、産婦、授乳婦などへの投与
グリメピリドは胎盤を通過するので、新生児の低血糖などが発生する。また動物実験（ラット、ウサギ）で催奇形性作用が報告されている。

## 薬物動態
グリメピリド1mgを経口投与した場合、tmax：1.33時間でCmax：103.5±29.1ng/mLに達し、t1/2は1.47時間であった。排泄は尿中へ57.5%、胆汁中へ35.0%（単回経口投与後168時間までの累積）である。また、一部が肝臓のCYP2C9で代謝され、シクロヘキシル環に付くメチル基が水酸化される。

## 販売名
先発品の商品名「アマリール」は、交感神経α・β受容体遮断薬である「アルマール（物質名:アロチノロール）」とよく似た語感を持ち、医師の処方間違いや薬剤師の調剤ミスなど、明らかになっているものだけで15件に上り、寝たきりになった事例も起きていた。発売日はアマリール錠が2000年4月、アルマール錠が1985年12月でアルマール錠の方が早い。通常の商慣習では後から発売する商品は他剤との弁別性（間違えにくいこと）に考慮するが、アマリールではなされなかった。厚生労働省がサノフィおよび大日本住友製薬に対して販売名の変更を含む改善策を要請したところ、サノフィは「医療機関からさまざまな声を聞き取った結果、販売名は変更しないことにしました」と回答したのに対して大日本住友製薬は「当社が先に発売した医薬品だが、取り違えられて困るのは患者。製薬会社のあるべき姿を考えた」として、販売名を「アロチノロール塩酸塩」に変更した。

## 注
1. ↑  インタビューフォームによると、名称の由来は「特になし」である[9]:3。